# Joaquim Català i Murall
Joaquim Català i Murall (Barcelona, novembre de 1787 - 1821) fou un religiós trinitari secularitzat i pedagog.
Fou una de les personalitats educatives més rellevants del Trienni Constitucional (1820-1823). Un molt breu període constitucional, ple de reformes polítiques i socials, en mig del retorn a la monarquia absoluta del regnat de Ferran VII. Sorgeixen, conseqüentment, un esplet d'iniciatives educatives. L'educació esdevé un poderós medi de socialitzar les persones en el nou marc de la incipient democràcia. En una societat mancada de mitjans de comunicació de masses, l'educació formal i informal esdevenien determinants per canviar les mentalitats. Prova d'això era que “excepte les masses urbanes, el país continuà adscrit al seu credo tradicional”
Es creà a Barcelona la Milícia Nacional de voluntaris que la Constitució 1812 preveia com a força de defensa del règim democràtic. Aquesta milícia va arribar a aplegar més mig miler de voluntaris i era formada fonamentalment per joves treballadors. Joaquim Català entengué que calia dotar-los d'una cultura bàsica i els coneixements que la nova situació política i social requeria. Amb aquest objectiu publica l'opuscle de presentació Prólogo del método y plan de enseñanza e instrucción pública. Allà en fa un esbós d'aquesta educació popular. L'organitza basant-se en les metodologies i propostes mutualistes de Joseph Lancaster, en el reconegut mètode d'escriptura de Torio de la Riva, en la didàctica de la llengua i ortografia castellana del mestre barceloní Juan Rubel i en els plantejaments educatius de Charles Rollin.

## L'Acadèmia Cívica
Després de múltiples gestions, el 16 de novembre de 1820 s'inaugurava, sota la seva direcció, la nova Acadèmia Cívica acollida a la casa del Gremi dels Velers o de la Seda de Barcelona i sota la protecció de l'Ajuntament de la ciutat. Adreçada inicialment als milicians, s'obrí a joves i adults treballadors. Organitzà els seus ensenyaments en hores compatibles amb l'horari de treball del seu alumnat, tot un notable precedent de l'educació d'adults a casa nostra.
En l'acte d'obertura, Català, després de fer una anàlisi de les causes de l'endarreriment de tots tipus que afecten Espanya, es mostra convençut que un dels factors primordials ha estat la manca d'instrucció de la seva gent.
L'Acadèmia Cívica fou un gran èxit no sols per la seva gratuïtat sinó pel seu disseny i continguts que enllaçaven en les demandes socials del moment polític i econòmic, tot i les continuades insuficiències del local provisional. Segons el reportatge publicat al Diario de Barcelona el 21 de gener de 1821, assistien al centre 530 alumnes d'entre 20 i 40 anys, i s'explica com persones analfabetes, gràcies al mètode d'Andrew Bell i Joseph Lancaster d'aprenentatge mutual que s'hi practica, en mes i mig ja llegeixen i escriuen amb certa destresa. I s'admira el silenci, l'ordre i l'eficàcia que comporten aquest mètode d'aprenentatge.
La instauració de l'Acadèmia Cívica i el seu èxit cal lligar-lo al fet que la incipient industrialització i el comerç reclamaven tenir treballadors amb una formació mínima, però també a la certesa de què la societat democràtica a la qual s'aspira demanda ciutadans instruïts. Però, per una altra banda, com assenyala Jordi Roca Vernet, la nova institució respon a la temença dels dirigents del liberalisme vers la interpretació més radical de la Constitució de 1812 que fan les capes socials més populars, a les quals pertanyen la majoria dels integrants de les milícies de voluntaris.
Serà, doncs, en aquest sentit que Joaquim Català veu l'Acadèmia Cívica com una eina per a “desterrar del pueblo común la ignorancia y el error y ponerle en pacífica posesión de los derechos de ciudadano”. En aquest sentit els estudis, a més del caire cultural, han de ser un fogar de religiositat i de virtuts morals i cíviques on, en dies alterns, s'expliquin el catecisme cristià i el catecisme constitucional.
També s'incorporà a l'Acadèmia Cívica l'ensenyament per a cecs no sense tensions amb experiències ja existents a càrrec de Josep Ricard. L'Ajuntament acabà unint ambdues iniciatives el 1822, sota la direcció de Català. L'escola de cecs seguiria després del Trienni Liberal acollida a la Casa de Caritat.
Català es dedicà a difondre el mètode mutual que amb tant d'èxit havia assajat. En aquesta tasca destaca la seva obra Manual Práctico o compendio del método de enseñanza mutua. La qual, més que una traducció com anuncia la seva portada, és una detallada adaptació de l'organització i la didàctica del mètode a les nostres coordenades culturals realitzada pel pedagog barceloní. Un manual adreçat a “las escuelas de Cataluña y demás de España” i que té per objectiu la formació dels mestres per a renovar i fer eficients les escoles.
A la tardor de 1822 Joaquim Català moria víctima de la febre groga que causà greus estralls a Barcelona. Feia un temps que Català havia obtingut del bisbe de Barcelona Pau de Sitjar el seu pas al clergat secular per dedicar-se plenament a la seva obra pedagògica. La mort del seu impulsor i l'epidèmia retardà la reobertura de l'Acadèmia Cívica. Aquesta, però, ja no es faria mai per la invasió i ocupació de les tropes franceses, el 1823. Aquest exèrcit enviat per la Santa Aliança, formada per les monarquies absolutes d'Àustria, Prússia, França i Rússia, restablí per la força l'absolutisme.